# Arquidiocese de Owerri
A Arquidiocese de Owerri (Archidiœcesis Overriensis) é uma circunscrição eclesiástica da Igreja Católica situada em Owerri, Nigéria. Seu atual arcebispo é Lucius Iwejuru Ugorji. Sua Sé é a Catedral de Nossa Senhora da Assunção de Owerri.
Possui 155 paróquias servidas por 357 padres, abrangendo uma população de 1 547 780 habitantes, com 70,2% da dessa população jurisdicionada batizada (1 086 393 católicos).

## História
O vicariato apostólico de Owerri foi erigido em 12 de fevereiro de 1948 com a bula In christianum do Papa Pio XII, pela divisão do vicariato apostólico de Onitsha-Owerri, da qual também tem a origem a arquidiocese de Onitsha.
Em 18 de abril de 1950 o vicariato apostólico foi elevado a diocese pela bula Læto accepimus também do Papa Pio XII. Originalmente era sufragânea da arquidiocese de Onitsha.
Em 23 de junho de 1958, em 16 de maio de 1961], em 29 de novembro de 1980 e em 18 de novembro de 1987 cedeu partes do seu território em vantagem da ereção, respectivamente, das dioceses de Umuahia, de Port Harcourt, de Orlu e de Ahiara.
Foi elevada à dignidade de arquidiocese metropolitana em 26 de março de 1994 com a bula Ad aptius efficaciusque do Papa João Paulo II.

## Prelados
|                | Nome                             | Período    | Notas      |
| Arcebispos     | Arcebispos                       | Arcebispos | Arcebispos |
| -------------- | -------------------------------- | ---------- | ---------- |
| 2º             | Lucius Iwejuru Ugorji            | 2022-      | Atual      |
| 1º             | Anthony John Valentine Obinna    | 1994-2022  |            |
| Bispos         |                                  |            |            |
| 3º             | Anthony John Valentine Obinna    | 1993-1994  |            |
| 2º             | Mark Onwuha Unegbu †             | 1970-1993  |            |
| 1º             | Joseph Brendan Whelan, C.S.Sp. † | 1948-1970  |            |
| Bispo auxiliar |                                  |            |            |
|                | Moses Chikwe                     | 2019-      | Atual      |